# De Wildernis In
De Wildernis in is het eerste boek in de serie Warrior Cats van het schrijverscollectief Erin Hunter. De Wildernis In verscheen als Into the Wild in het Engels op 21 januari 2003. HarperCollins bracht het boek die dag uit in de Verenigde Staten en Canada. In februari 2003 werd het boek ook in het Verenigd Koninkrijk uitgebracht. De Nederlandstalige uitgave, met de titel De Wildernis In werd uitgebracht op 16 mei 2009.

## Verhaal
Het verhaal gaat over een jonge huiskat genaamd Rusty (in het Nederlands Rufus) die zijn menselijke eigenaars verlaat om zich aan te sluiten bij een groep wilde katten genaamd DonderClan. Bij de Clan neemt hij een nieuwe naam aan, Vuurpoot. Hij wordt getraind om te verdedigen en te jagen voor de Clan, raakt verwikkeld in een moord en verraad binnen de Clan, en ontvangt zijn krijgernaam Vuurhart aan het eind van het boek, na een gevecht met een andere Clan waar hij de kwaadaardige Tijgerklauw onder ogen kwam komen. De roman is geschreven vanuit het perspectief van Vuurhart (in het begin van het boek voor een korte tijd Rusty, dan voor het grootste deel van het boek Vuurpoot).